# Bitwa pod Winchester (1862)
Bitwa pod Winchester, określana również niekiedy jako bitwa na Bowers Hill, to decydująca bitwa kampanii w dolinie Shenandoah prowadzonej podczas wojny secesyjnej przez konfederackiego generała Thomasa „Stonewalla” Jacksona.
Starcie miało miejsce 25 maja 1862 pomiędzy oddziałami Unii dowodzonymi przez generała Nathaniela P. Banksa a siłami Skonfederowanych Stanów Ameryki pod dowództwem generała Stonewalla Jacksona. Bitwa zakończyła się dotkliwą porażką wojsk Unii, które zostały doszczętnie rozbite i zmuszone do wycofania się w panice na północ, na przeciwległy brzeg rzeki Potomak. Zwycięstwo w bitwie przypieczętowało sukces kampanii Jacksona w dolinie rzeki Shenandoah.